# Kelso (Nouvelle-Zélande)
Kelso est une petite localité abandonnée de la région d’Otago, dans l’Île du Sud de la  Nouvelle-Zélande .

## Situation
Elle est localisée à dix kilomètres au nord de la ville de Tapanui près de la rivière 'Crookston',  et de sa jonction avec l’importante rivière Pomahaka .

## Population
Sa population durant les années 1960  et 1970 était proche de 300 habitants  et la plus  grande part de son économie était basée sur l’élevage des moutons. 
Une petite unité de transformation laitière était un point focal dans les premières années de son existence.

## Histoire
Le centre-ville fut fondé en 1875, et les premières installations de colons commencèrent dans l’année suivante.
Elle fut dénommée d’après la ville de  Kelso  en Ecosse d’où venait l’un des premiers colons, 'James Logan'.
Initialement conçu comme le principal village de la zone de West Otago, ce titre revint ensuite à sa voisine Tapanui.
La ville fut reliée à ‘Waipahi’ par la Main South Line (en) le 1er décembre 1880 avec l’ouverture de la ligne de la Tapanui Branch (en). 
Le 1er avril 1884, la ligne fut ensuite étendue de Kelso vers la ville d’Heriot.
Le centre-ville fut fréquemment sujet à des inondations, notamment en 1913 puis 1917.
Il fut largement inondé avec élévation du niveau de l’eau durant deux débordements majeurs du bassin du fleuve Clutha en 1978 et en 1980.
La première inondation conduisit à la fermeture de la ligne de chemin de fer mais après la dernière inondation, il fut décidé de re-localiser entièrement la ville.
Aussi peu de choses persistent pour indiquer la localisation de la ville initiale de Kelso, en dehors d’un mémorial en pierre et des mots effacés faisant références au centre-ville dans plusieurs restes de bâtiments .

## Littérature
Un livre sur l’histoire de la ville de Kelso fut écrite par l'auteur Brownlie, appelé Kismet for Kelso (publié en 1992).
Conway, G. "In memory of a town that drowned." Otago Daily Times (Dunedin) 31 mai 2008, p. 19.